# Shaun das Schaf – Der Film
Shaun das Schaf – Der Film (Originaltitel: Shaun the Sheep Movie) ist ein britischer Knetanimationsfilm von Aardman Animations und HiT Entertainment aus dem Jahr 2015. Der Film basiert auf der britischen Fernsehserie Shaun das Schaf, deren Hauptfigur im Kurzfilm Wallace & Gromit – Unter Schafen (1995) eingeführt wurde. Der Film entstand unter der Regie und nach einem Drehbuch von Mark Burton und Richard Starzak. Der Kinostart in Großbritannien war am 6. Februar 2015, in Deutschland am 19. März 2015. 2019 folgte mit Shaun das Schaf – UFO-Alarm ein zweiter Kinofilm.

## Handlung
Shaun ist den Alltag auf der Mossy Bottom-Farm leid und wünscht sich einen freien Tag. Nachdem die Ente den Hirtenhund Bitzer mit einem Knochen von der Farm weggelockt hat, versetzen die Schafe den Bauern in einen Tiefschlaf, indem sie ihn unentwegt Schafe zählen lassen. Sie bringen ihn in einen Wohnwagen, der sich jedoch durch unglückliche Umstände löst und in die Stadt rollt. Als er dort abrupt zum Stehen kommt, verliert der Bauer durch einen Schlag auf den Kopf sein Gedächtnis.
Die Schafe erkennen auf der Farm schnell, dass sie auf die Fürsorge durch den Bauern angewiesen sind und folgen ihm mit dem Bus in die Stadt. Bei ihrer Ankunft treffen sie auf den Tierfänger Trumper, dem sie in Verkleidung nur knapp entkommen können. Als Shauns Tarnung in einem Restaurant auffliegt, wird er jedoch gefasst und ins Tierheim gebracht. Dort trifft er auf Bitzer, der dem Bauern bis ins Krankenhaus gefolgt war.
Der Bauer, der sich weiterhin nicht an seine Identität erinnern kann, erblickt nach dem Verlassen des Krankenhauses in einem Friseursalon einen Rasierapparat und assoziiert diesen mit dem Farmalltag. In Rage schert er zum Entsetzen der Friseure einem Prominenten eine Schafs-Frisur. Der Promi ist jedoch begeistert und rasch entwickelt sich die Frisur zum absoluten Trend.
Shaun gelingt es, mithilfe einer List sich selbst, Bitzer und die Straßenhündin Slip aus dem Tierheim zu befreien. Die Tiere können den Bauer anhand eines Plakates ausfindig machen, allerdings erkennt er sie nicht. Gestrandet in der Großstadt suchen sie Zuflucht unter einer Straßenbrücke. Durch Zufall erfahren sie von der Amnesie des Bauern, und Shaun vermutet, dass der Bauer auf der Farm sein Gedächtnis wiedererlangen würde. Er entwickelt einen Plan, und die Tiere bauen gemeinsam ein mechanisches Pferd. Mit der bewährten Methode versetzen sie die Angestellten des Friseurladens in einen Tiefschlaf und reiten mit dem Bauern zum Wohnwagen. Als Bus-Anhänger fahren sie in Richtung Farm, jedoch gelingt es Trumper, ihnen zu folgen.
Im Showdown versucht Trumper, die gesamte Schafherde in den Steinbruch zu stoßen. In letzter Sekunde erinnert sich der Bauer jedoch an sein früheres Leben, und gemeinsam gelingt es ihnen, Trumper zu besiegen.
Der nächste Tag beginnt zunächst wie immer, doch dann besinnt sich der Bauer und gönnt den Schafen etwas Freizeit.

## Figuren
- Shaun: Shaun ist ein genauso liebenswertes wie schlitzohriges Schaf, das die Herde, durch seine Vorliebe für Schabernack, immer wieder in Schwierigkeiten bringt. Er ist klug, neugierig und stets auf der Suche nach neuen Abenteuern, wovon es in seinem ersten Film jede Menge gibt! Was auch passiert, Shaun findet eine Lösung, um sich und seine Freunde aus dem Schlamassel zu ziehen. Er ist ein wackerer und treuer Freund. Auch wenn er nicht immer das rücksichtsvollste Schaf der Herde ist, liebt er seine Familie auf der Mossy Bottom Farm sehr. Mit seiner unzähmbaren Energie und seinem sonnigen Gemüt ist Shaun der wahre Held dieses Films.
- Slip: Zwar gehört Slip nicht zu den hübschesten, dafür aber zu den liebenswertesten Hündinnen überhaupt. Mit ihren vorstehenden Zähnen und ihrem sanften Gemüt gewinnt sie neue Freunde mit Leichtigkeit. Auch Shaun ist schnell von ihrem Charme verzaubert. Slip ist ein Waisenkind und daran gewöhnt, auf sich selbst aufzupassen. Dennoch fühlt sie sich auf den Straßen der Stadt manchmal einsam. Ihr großer Traum ist es, einen Besitzer zu finden, der sie liebt und für sie sorgt. Dies ist jedoch kein leichtes Unterfangen, wenn man von einem der Tierfänger wie Trumper gejagt wird.
- Die Zwillinge: Bei diesem wolligen Gespann ist Ärger vorprogrammiert. Es ist unmöglich, die Zwillinge auseinanderzuhalten und sie sind immer für ein Abenteuer zu haben. Als Shaun sie in seinen Plan einweiht, zögern sie nicht lange, ihm bei der Umsetzung zu helfen. Ausgelassen, laut und energiegeladen gibt es für die beiden nichts Schöneres, als sich gegenseitig zu übertrumpfen. In Zeiten der Krise halten die Zwillinge jedoch stets zusammen und tun ihr Bestes den Farmer zu finden.
- Timmy: Das kleinste Mitglied der Herde hat immer ein Lächeln auf den Lippen und folgt seinem Held Shaun wie ein Schatten. Überall wo Shaun ist, ist auch Timmy – auch wenn das bedeutet, dass er sich gelegentlich die Hufe schmutzig machen muss. Niemals wird er ohne seinen orangefarbenen Teddy gesehen. Er mag zwar klein sein, aber er ist ein helles Köpfchen und erweist sich als besonders nützlich, als sich die Herde in der Großstadt wiederfindet. Nie im Leben würde er sich diesen Spaß entgehen lassen, auch wenn dieses Abenteuer größer ist, als er sich je erträumt hätte.
- Timmys Mutter: Auch wenn sie schwer damit beschäftigt ist, auf ihren aufgeweckten Nachwuchs aufzupassen, versucht sich Timmys Mutter, mit ihren Lockenwicklern im Haar, immer von ihrer besten Seite zu zeigen. Als Mutterfigur hat sie ein wachsames Auge auf die Herde der Mossy Bottom Farm. Dennoch schafft sie es nicht immer, allen Ärger von ihnen fernzuhalten. Als sich Shaun und Co. aufmachen, den Farmer in der Großstadt zu finden, veranlasst ihr mütterlicher Instinkt sie dazu, der Herde zu folgen und sie vor den Gefahren dieser unvertrauten Welt zu schützen.
- Der Farmer: Der arme Farmer liegt im fälschlichen Glauben, dass er auf der Mossy Bottom Farm alles unter Kontrolle hat. Während er mit seinem treuen Hund Bitzer über die Felder schlendert, merkt er nichts von all dem Unfug, der direkt von seiner Nase geschieht. Auch wenn er für sein gelegentliches Murren bekannt ist und die verrückten Streiche der Schafe viel Chaos anrichten, kommen der Farmer und die Tiere gut miteinander aus. Er ist ein einfacher und bodenständiger Mensch, der nichts lieber mag, als nach einem harten Arbeitstag mit einer Tasse Tee vor dem Fernseher zu sitzen. Doch als die Herde beginnt, ihren bisher gewagtesten Plan in die Tat umzusetzen, wird das Leben des Farmers wortwörtlich auf den Kopf gestellt.
- Shirley: Dreimal größer als jedes andere Herdenmitglied, isst Shirley mit Leichtigkeit jedes Schaf unter den Tisch. Aber das ist nicht ihr einziges Talent. Sie ist sehr geschickt darin, ihr sonderbares Gemüt unter ihrem dicken Schafspelz zu verbergen. Ohne Zögern folgt sie Shaun ins Großstadtabenteuer, wo sie jede Menge aufregende Köstlichkeiten entdeckt – eine angenehme Abwechslung zum täglichen Grasen! Doch Shirley muss schnell feststellen, dass zum Essen nicht viel Zeit bleibt, wenn ein bösartiger Tierfänger ihnen auf den Fersen ist.
- Nuts: Sein Name sagt schon alles. Nuts ist das charmant exzentrische Schaf der Herde, das mit seinem eigensinnigen Blick auf die Welt schon mal für Verwirrung beim Rest der Herde sorgt. Als typischer Tagträumer, der in seiner ganz eigenen Welt lebt, ist er das skurrilste Mitglied des Mossy Bottom Clans. Niemand weiß, was in seinem Kopf vor sich geht. Aber Nuts erweist sich als durchaus nützlich, als sich die gesamte Herde inmitten der Großstadt wiederfindet.
- Hazel: Hazels Nerven sind nicht die allerstärksten. Sie ist ein schüchternes kleines Schaf, das sich bei jeder Kleinigkeit erschrickt und anfängt nervös zu blöken. Als der Wohnwagen des Farmers in die Stadt hinabrollt, kann sie ihre Furcht kaum noch im Zaum halten. Doch als sie sich gemeinsam mit dem Rest der Herde aufmacht, den Wohnwagen zu verfolgen, beweist sie mehr Mut als sie selbst für möglich gehalten hätte. Auch wenn das Leben in der Stadt beängstigend wirkt, gelingt es ihr, sich der Gefahr zu stellen.
- Bitzer: Als pflichtbewusster und gewissenhafter Hütehund leistet Bitzer meistens gute Arbeit, um Shaun im Schach zu halten. Aber nicht mal ihm gelingt es, Shauns verrückten Plan zu stoppen, dem Alltag der Farm für einen Tag zu entkommen. Hin- und hergerissen zwischen seinem Job als treuer Gefährte des Farmers und seinem brüderlichen Verhältnis zu Shaun, versucht er immer das zu tun, was für alle das Beste ist. Aber Shauns neuesten Streiche sind eine ernste Zerreißprobe für Bitzers Geduld.
- Trumper: Der Tierfänger Trumper hasst Tiere. Er ist ein machthungriger Bösewicht, der erbarmungslos über die Tierheime der Stadt regiert. Mit seiner Hightech-Ausrüstung und seinem Adlerauge entgeht ihm kein Detail. Als dann noch eine Gruppe von Bauernhoftieren in seinem Revier auftaucht, kocht das Jagdfieber in ihm über. Nichts kann ihn davon abhalten, diese unerwarteten Trophäen in die Hände zu bekommen, schließlich liegt seine Erfolgsquote bei 100 %! Aber wird ihm seine Arroganz und Eitelkeit dieses Mal zum Verhängnis werden?

## Rezeption
Der Film spielte in den Kinos weltweit rund 106 Millionen US-Dollar ein.
Der Film erhielt überwiegend Zuspruch. Bei Rotten Tomatoes sind 100 % der Kritiken positiv bei insgesamt 30 Kritiken. Die durchschnittliche Bewertung beträgt 8/10. Bei Metacritic erhielt der Film eine Bewertung von 77/100, basierend auf 6 Kritiken.
Der film-dienst bezeichnete den Film als „amüsante, glänzend inszenierte Stop-Motion-Animation“, die jedoch „etwas zu kurzatmig Cartoon- und Slapstick-Effekte“ aneinanderreihe, „ohne einen größeren erzählerischen Atem zu entwickeln“. Die Zeit sah eine „geknetete Hommage an den Slapstick des Stummfilms“ und Bezüge zu Buster Keaton und Charlie Chaplin. Der Film sei zwar ein Kinderfilm, jedoch gerade für Erwachsene geeignet. Die Frankfurter Allgemeine Zeitung meinte, die „einfache Geschichte“ lebe „vom Zauber ihrer aberwitzigen Wendungen, ihrer Detailverliebtheit und ihrer liebenswerten Charaktere“.

## Auszeichnungen
- 2015: Prädikat besonders wertvoll der Deutschen Film- und Medienbewertung (FBW)[10]

Golden Globe Awards 2016
- Nominierung zum besten Animationsfilm

Annie Awards 2016
- Nominierungen:
  - Bester Animationsfilm
  - Beste Regie (Mark Burton, Richard Starzak)
  - Bestes Szenenbild (Matt Perry, Gavin Lines)
  - Bestes Drehbuch (Mark Burton, Richard Starzak)
  - Bester Schnitt (Sim Evan-Jones)

Oscars 2016
- Nominierung zum besten Animationsfilm